# Auguste Marmont
Auguste Frédéric Louis Viesse de Marmont, duca di Ragusa (Châtillon-sur-Seine, 20 luglio 1774 – Venezia, 3 marzo 1852), è stato un generale francese, maresciallo dell'Impero durante le guerre napoleoniche.

## Biografia

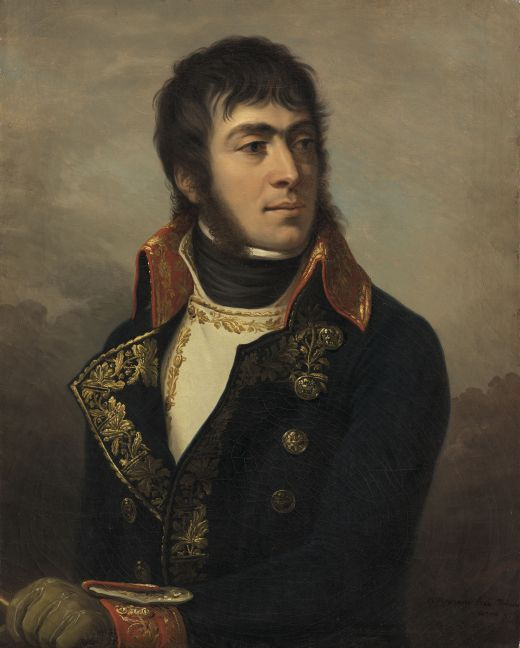
Auguste Marmont nel 1798 in un ritratto di Andrea Appiani.

Marmont nacque a Châtillon-sur-Seine, figlio Nicolas Edme Viesse de Marmont, ex capitano del reggimento dell'Hainaut proveniente dalla piccola nobiltà, e della moglie di questi, Clotilde Chappron di famiglia borghese. Marmont trascorse la sua infanzia al castello di Châtillon-sur-Seine dove venne seguito da un tutore privato per poi passare al collegio di Châtillon. Nel 1789, a soli 15 anni, grazie alle relazioni intessute dal padre, ottenne il brevetto di sottotenente di un battaglione della milizia di Chartres. 
Adottò i principi della Rivoluzione francese sin dalla gioventù. Appassionato dalla carriera militare, dopo aver studiato matematica a Digione entrò nella scuola d'artiglieria, dove incontrò Napoleone Bonaparte stringendo amicizia con lui.
Durante la prima campagna d'Italia, quale colonnello comandante dell'artiglieria ippotrainata, guidò la splendida e fulminea azione di avvicinamento e copertura che consentì l'assalto alla ridotta austriaca sul Monte Medolano, nel corso della battaglia di Castiglione.
Marmont divenne poi aiutante di campo di Napoleone, seguendolo anche nella spedizione in Egitto, dove si distinse ed ottenne la promozione a generale di brigata. Nel 1799 fece ritorno sul suolo europeo con Bonaparte; fu presente al colpo di Stato del 18 brumaio ed organizzò l'artiglieria per la spedizione in Italia, che comandò con successo a Marengo (1800), dove si guadagnò la promozione a generale di divisione. Nel 1801 divenne ispettore generale d'artiglieria e nel 1804 grand'ufficiale della Legion d'Onore, la più alta onorificenza dell'Impero. Rimase tuttavia contrariato per non essere stato incluso nella lista degli ufficiali promossi al grado di maresciallo.
Nel 1805 Marmont fu assegnato al comando di un corpo d'armata, distinguendosi nella battaglia di Ulma, e l'anno seguente comandò le truppe dell'armata d'Olanda. Mandato in Dalmazia a prendere possesso della regione, occupò la Repubblica di Ragusa. Per i cinque anni seguenti funse da governatore civile e militare della Dalmazia, dando avvio a grandi lavori pubblici che lo resero benvoluto fra la popolazione. Nel 1808 Marmont ottenne il titolo di "duca di Ragusa".
Chiamato da Napoleone a partecipare alla guerra della quinta coalizione, marciò su Vienna e diede il suo contributo nelle fasi terminali della campagna. Fu quindi fatto maresciallo da Napoleone e fu anche nominato governatore generale delle province illiriche.
Nel luglio 1810 Marmont fu convocato con urgenza per succedere a Massena al comando dell'armata francese in Spagna settentrionale e partecipò alla presa di Ciudad Rodrigo ed alle manovre preventive della battaglia di Salamanca. Subì tuttavia una netta sconfitta ad opera del duca di Wellington, e nell'occasione rimase gravemente ferito al braccio e fianco destro.
Ritiratosi in Francia, Marmont era a malapena guarito quando nell'aprile 1813, in occasione della guerra della sesta coalizione, Napoleone lo pose al comando di un corpo d'armata, dimenticando le passate irritazioni per la sconfitta in suolo spagnolo. Marmont si distinse ancora una volta nelle battaglie di Lützen, Bautzen e Dresda, nonché nella grande campagna difensiva del 1814 fino all'ultima battaglia alle porte di Parigi.
In quest'ultima occasione, Marmont - con a disposizione circa 20.000 uomini - prese una decisione politica che gli costò la nomea di ingrato e traditore: concluse una convenzione segreta e il suo corpo d'armata si arrese al nemico. Tale fu lo stupore e l'indignazione di molte parti dell'esercito che venne coniato il termine ragusade (tratto dal titolo del duca) per riferirsi a un tradimento. Di fronte alla notizia (sparsasi il 2 aprile) che Napoleone, alla testa di 170.000 uomini, avrebbe marciato su Parigi, le forze alleate presero la decisione di evacuare la capitale, ma tale ordine non fu mai impartito in quanto Marmont concluse un accordo in virtù del quale le truppe da lui comandate si sarebbero allontanate dal teatro delle ostilità. In tal modo Marmont accelerò la fine dell'Impero.

Viaggio in Sicilia, 1840

Con la Restaurazione degli equilibri politici pre-napoleonici, Marmont continuò a ricoprire incarichi pubblici, ma il suo tradimento non gli fu da molti mai perdonato. Divenne maggiore generale della Guardia Reale, e nel 1820 Cavaliere dell'ordine di Santo Spirito e Grand'Ufficiale dell'ordine di San Luigi. Fu poi in Austria, dove funse da tutore al duca di Reichstadt.
Guidò la fallita repressione della Rivoluzione di luglio, che causò il rovesciamento di Carlo X, ultimo sovrano Borbone di Francia. Marmont accompagnò la famiglia reale fino a Londra, ove si fermò per poco più di una settimana. Privo di mezzi, si trasferì dapprima ad Amsterdam, città meno cara di Londra, quindi si trasferì a Vienna per recuperare le sue proprietà ottenute da quando era governatore della Dalmazia. Si trasferì quindi a Venezia nel 1838, da dove rientrò per un breve periodo in Francia nel tentativo di recuperare il suo castello di Châtillon. Si trasferì definitivamente a Venezia nel 1842.
Il generale Marmont dedicò molto tempo della sua vecchiaia alla stesura delle sue Memorie, un'importante cronaca della storia militare dell'epoca. Morì a Venezia, il 3 marzo 1852 e la sua salma fu traslata a Châtillon-sur-Seine ove fu inumata nel cimitero di Saint-Vorles.

## Curiosità
- Al maresciallo Marmont è dedicata una delle vie principali a Spalato.

## Araldica
|  |

|  |